# Бадьяновые
Бадья́новые, или Иллициевые (лат. Illiciaceae) — монотипное семейство двудольных растений, входящее в порядок Австробэйлиецветные (Austrobaileyales).
В ряде источников данное семейство помещается, в ранге подсемейства Illicioideae, в семейство Лимонниковые (Schisandraceae).
Включает в себя один род — Бадьян (Illicium), состоящий примерно из 45 видов. Представители рода распространены в Юго-Восточной Азии, а также на Антильских островах и в смежных регионах Северной Америки.
Наиболее известное и важное, с экономической точки зрения, растение — Бадьян, или Анис звёздчатый (Illicium verum). Его зрелые сухие плоды широко используется в кулинарии как пряность.